# Pochód Trzech Króli
Pochód Trzech Króli – obraz autorstwa włoskiego malarza renesansowego Benozza Gozzoli.
W 1459 roku Benozzo Gozzoli rozpoczął malowanie fresków w niewielkiej kaplicy w Palazzo Medici (Pałacu Medyceuszów) we Florencji, wzniesionej w latach 1446-1449. W kaplicy malarz zastał w ołtarzu obraz Adoracja Dzieciątka pędzla Fra Fillipa Lippiego sprzed 1459 roku (obecnie oryginał w Staatliche Museen w Berlinie, a w kaplicy kopia), do którego dostosował swoją kompozycję. Ołtarz znajduje się na głównej ścianie małego prezbiterium; po jego bokach Gozzoli namalował freski z aniołami oddającymi hołd Jezusowi. 
Trzy główne malowidła z pochodem Trzech Króli znajdują się na trzech ścianach głównej przestrzeni kaplicy. Ukazują wędrówkę Trzech Króli wraz z ich świtą do Betlejem. Droga prowadzi przez fantazyjny krajobraz: wijące się drogi, skały, wąwozy, lasy i gaje. Zarówno królowie, jak i ich dworzanie, ubrani są w bogate stroje. W istocie jest to obraz dworu medycejskiego. Nie bez znaczenia jest fakt, że w kaplicy tej nie tylko modlono się, ale i przyjmowano gości i delegacje. W efekcie malowidła zyskały wymiar reprezentacyjny, miały ukazywać potęgę i świetność rodu Medyceuszy. 
W wizerunku najmłodszego króla upatruje się portretu Lorenza (Wawrzyńca) Medici, zwanego później Il Magnifico – Wspaniały. Ukazany został on na tle drzewka laurowego, stanowiącego aluzję do jego imienia oraz na koniu z herbem rodziny. W tym samym pochodzie biorą udział: jego ojciec, Piero (Piotr) i dziadek, Cosimo (Kosma).
Na drugim fresku artysta ukazał cesarza bizantyńskiego Jana VIII Paleologa, który w 1439 roku wjechał do Florencji. Na trzecim najstarszym królem jest prawdopodobnie patriarcha Konstantynopola.

Pochód najmłodszego króla, Lorenzo Medici oraz Piera i Cosma, Pochód Jana VIII Paleologa (?), Pochód najstarszego króla, patriarchy Konstantynopola (?)
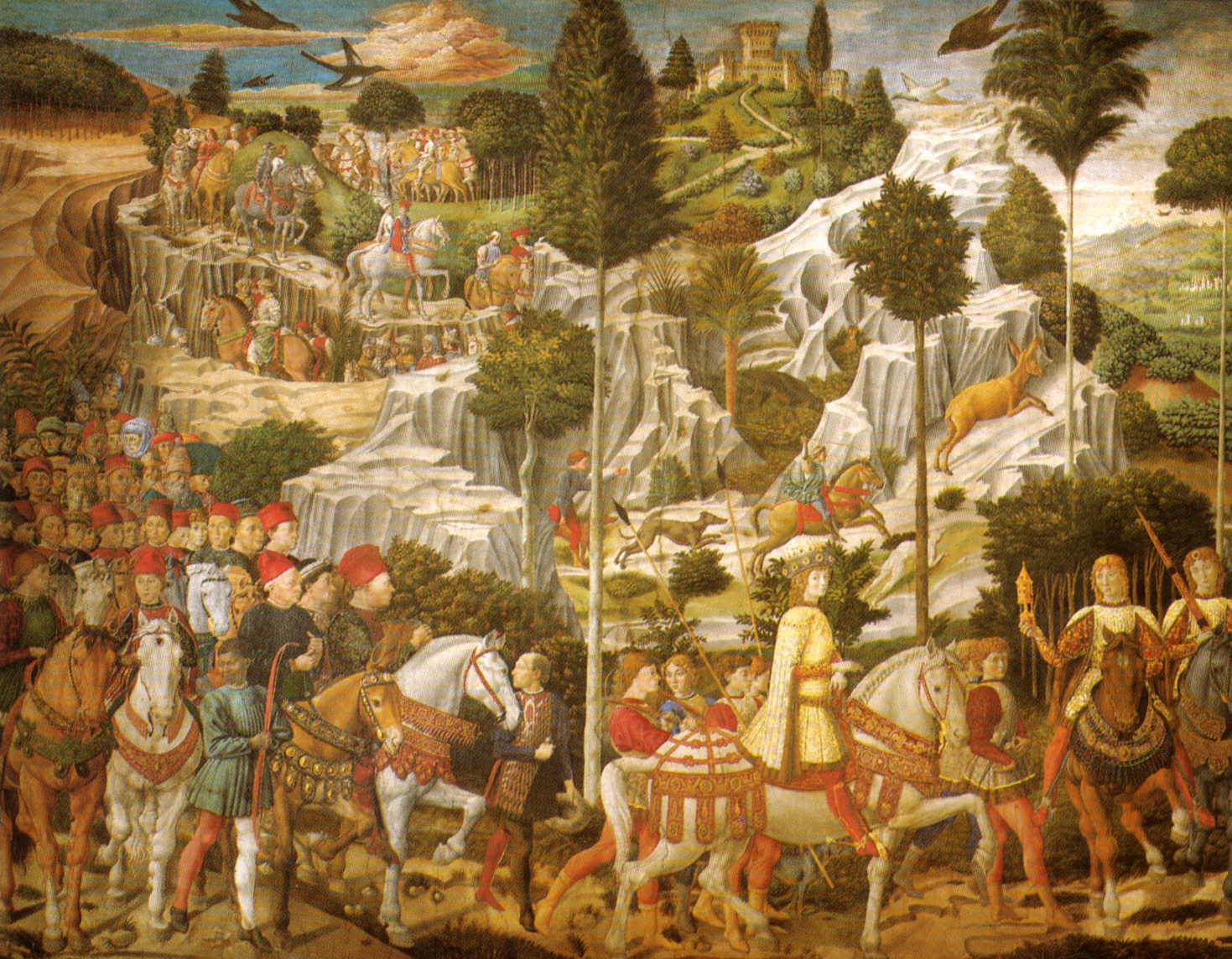
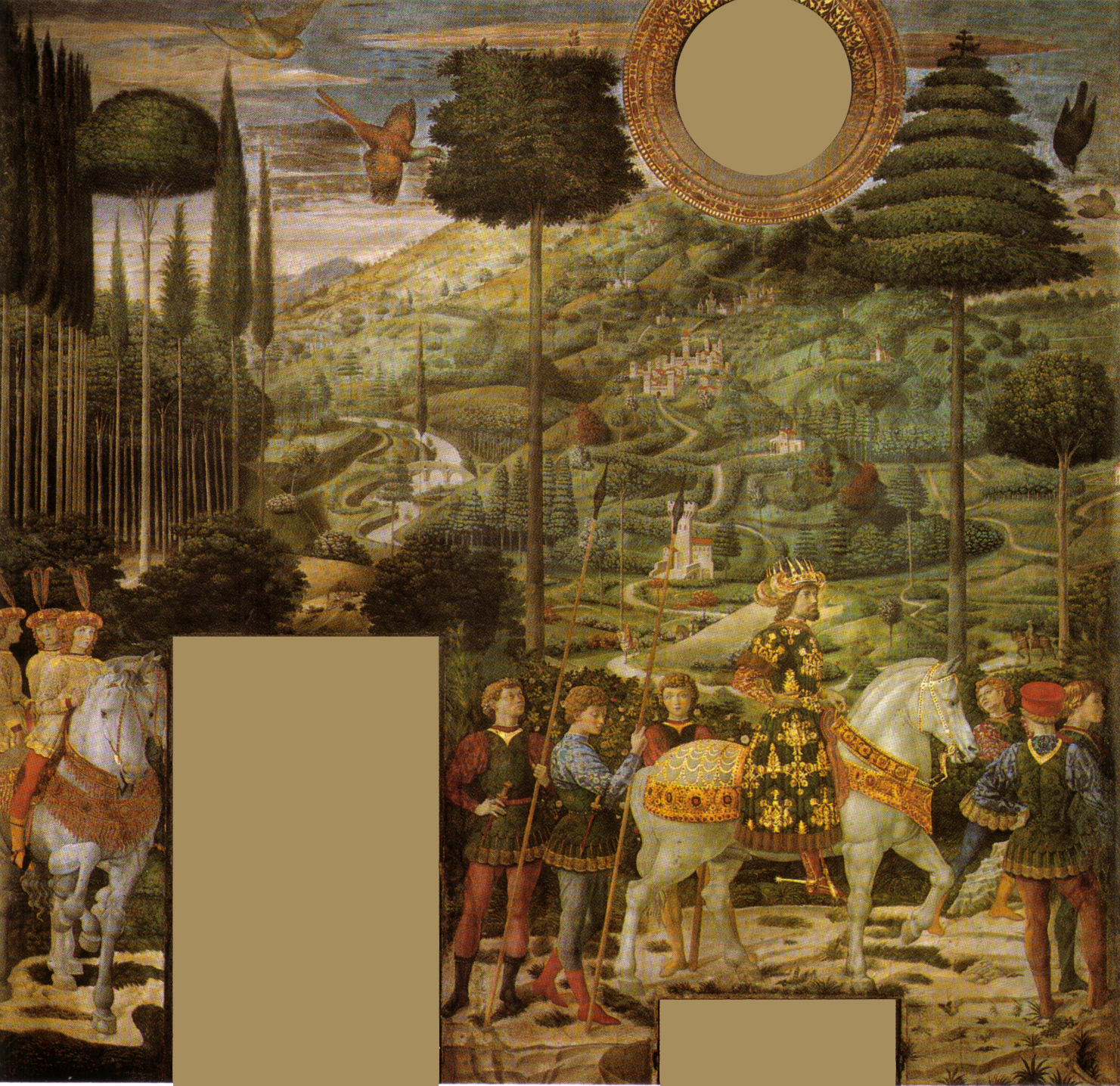
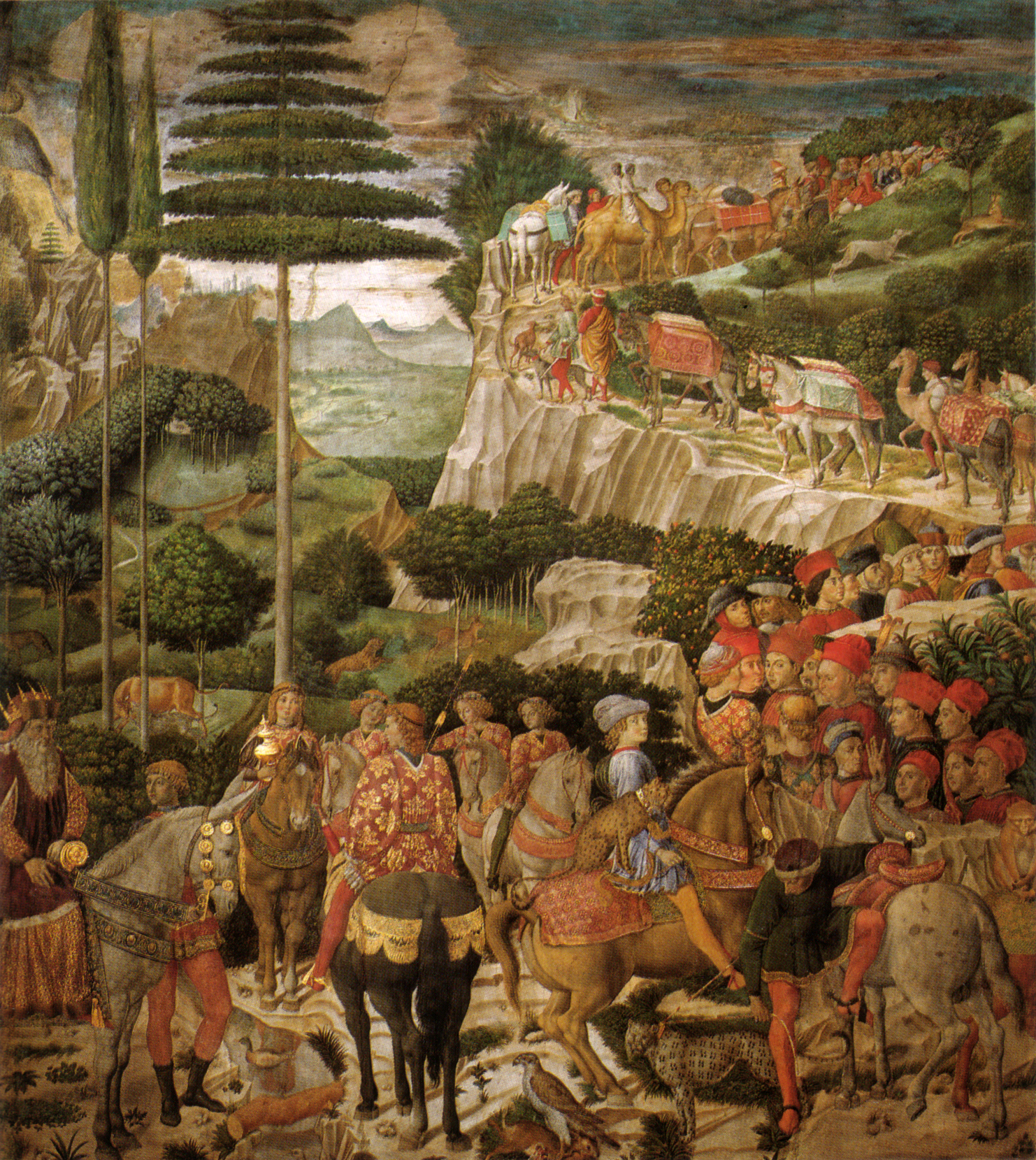